# المعاهدة المنشئة لآلية الاستقرار الأوروبي
وقعت الدول الأعضاء في منطقة اليورو على معاهدة إنشاء آلية الاستقرار الأوروبي لتأسيس آلية الاستقرار الأوروبي (ESM)، وهي منظمة دولية مقرها لوكسمبورغ، لتكون بمثابة مصدر دائم للمساعدات المالية للدول الأعضاء التي تعاني من صعوبات مالية، مع قدرة إقراض قصوى تصل لمبلغ 500 مليار يورو. حلت هذه الآلية محل برنامجي تمويل سابقين للاتحاد الأوروبي: صندوق الإنقاذ المالي الأوروبي (EFSF) وآلية الاستقرار المالي الأوروبي (EFSM). وفقًا للمعاهدة، ستتم تغطية جميع حالات الإنقاذ الجديدة للدول الأعضاء في منطقة اليورو من قبل آلية الاستقرار الأوروبي، بينما سيواصل كل من صندوق الإنقاذ المالي الأوروبي وآلية الاستقرار المالي الأوروبي التعامل مع عمليات تحويل الأموال ومراقبة البرامج الموافق عليها مسبقًا لكل من أيرلندا والبرتغال واليونان.
نصت المعاهدة على إنشاء المنظمة في حال صادقت الدول الأعضاء التي تمثل 90% من متطلبات رأس المال الأصلي للآلية على المعاهدة التأسيسية لها. تم الإيفاء بهذا الشرط مع تصديق ألمانيا على المعاهدة بتاريخ 27 سبتمبر 2012، ودخلت المعاهدة حيز التنفيذ بالنسبة للدول الست عشر التي صوتت لصالح الاتفاق. شرعت آلية الاستقرار الأوروبي بعملياتها من خلال عقد اجتماع بتاريخ 8 أكتوبر 2012 بين الدول الأعضاء. كان من المقرر أن تدخل معاهدة منفصلة، متعلقة بتعديل المادة 136 من معاهدة عمل الاتحاد الأوروبي (TEFU) لترخيص إنشاء آلية الاستقرار الأوروبي بموجب قانون الاتحاد الأوروبي، حيز التنفيذ بتاريخ 1 يناير 2013. كانت التشيك آخر دولة من الدول السبعة والعشرين العضو في الاتحاد الأوروبي التي تصادق على التعديل، وكان ذلك بتاريخ 23 أبريل 2013، مما أخرّ دخول المعاهدة المتعلقة بتعديل المادة 136 من معاهدة عمل الاتحاد الأوروبي إلى 1 مايو 2013. في شهر يونيو 2013، ًاصدرت خطة إصلاحٍ محدثة للاتحاد الاقتصادي والنقدي الأوروبي نصت على وجوب تحويل اتفاقية الاتحاد، في المدى المتوسط (بين يوليو 2017 و2025)، من اتفاقية حكومية إلى اتفاقية متكاملة تمامًا في إطار قانون الاتحاد الأوروبي المطبق على جميع الدول الأعضاء في منطقة اليورو، بحيث يمكن إدارة الآلية الأوروبية للاستقرار بشكل أكثر سلاسة من قبل مؤسسات الاتحاد الأوروبي بموجب الصلاحيات المنصوص عليها في المادة المعدلة 136 من معاهدة عمل الاتحاد الأوروبي (TEFU).

## التاريخ
مع بداية أزمة الديون الأوروبية، ظهرت الحاجة لإصلاح أداء منطقة اليورو في حال وقوع الأزمات. أدى ذلك إلى إنشاء آليات إقراض (يطلق عليها الإعلام أيضًا «كفالة إنقاذ مالية»)، وهي: صندوق الإنقاذ المالي الأوربي (EFSF) للدول الأعضاء في منطقة اليورو، وآلية الاستقرار المالي الأوروبي (EFSM) لجميع الدول الأعضاء في الاتحاد الأوروبي. ستتحمل هذه المؤسسات، جنبًا إلى جنب مع صندوق النقد الدولي، مسؤولية إقراض الأموال لدول الاتحاد الأوروبي التي تمر بأزمات اقتصادية، بنفس الطريقة التي يمكن فيها للبنك المركزي الأوروبي إقراض الأموال للبنوك الأوروبية. مع ذلك، كان من المفترض أن يكون صندوق الإنقاذ المالي الأوروبي حلًا مؤقتًا، ويرجع ذلك بشكل جزئي إلى انعدام وجود أي أساس قانوني له في معاهدات الاتحاد الأوروبي.

## أساس المعاهدة
لحل هذه المشكلة، شعرت الحكومة الألمانية بضرورة تعديل المعاهدة. بعد الصعوبات الي واجهت عمليات التصديق على معاهدة لشبونة، اعترضت العديد من الدول على توقيع معاهدات جديدة، واعترضت حكومة المملكة المتحدة على أي تغييرات ستؤثر عليها. مع ذلك، ومع دعم الرئيس الفرنسي حينها، نيكولا ساركوزي، لتعديل المعاهدة، وافق مجلس الاتحاد الأوروبي على صياغة معاهدة جديدة في شهر أكتوبر 2010، تضمنت تعديلات بسيطة على المعاهدة السابقة مُنحت فيها آلية الإقراض المقترحة، والتي سيتم التفاوض عليها بصفتها معاهدة حكومية خارج الاتحاد الأوروبي، الشرعيةَ للعمل بموجب قانون الاتحاد الأوروبي. ينص التعديل على المادة 136 من معاهدة عمل الاتحاد الأوروبي (TEFU) الذي وافق عليه المجلس الأوروبي بتاريخ 16 ديسمبر 2010، والمكون من سطرين اثنين، على ما يلي: 
«بإمكان الدول الأعضاء داخل الاتحاد الأوروبي والتي تستخدم اليورو عملة لها إنشاءَ آلية استقرار تُفعّل في حال كان ذلك ضروريًا للحفاظ على استقرار منطقة اليورو بأسرها. سيخضع منح مساعدات مالية بموجب هذه الآلية لشروط صارمة». 
نظرًا للطبيعة الحكومية لآلية الإقراض الدائم، والتي سُميت آلية الاستقرار الأوروبي (ESM)، يمكن استخدام التعديل البسيط للمعاهدة لتعديل معاهدة عمل الاتحاد الأوروبي، طالما لن يزيد هذا التعديل من سلطات أو صلاحيات الاتحاد الأوروبي. مع ذلك، لم يكن للتعديل أن يفي بالمطلب الألماني المتمثل بفرض عقوبة سحب حقوق التصويت عقوبةً محتملة، لأن ذلك سيتطلّب تعديلًا أوسع للمعاهدة. صُممت المعاهدة بطريقة يمكن الاستغناء فيها عن الاستفتاءات، ما يسمح بعملية تصديق سريعة تمكن من دخولها حيز التنفيذ بحلول شهر يوليو 2012. 
في شهر مارس 2011، وافق البرلمان الأوروبي على تعديل المعاهدة بعد تلقي تأكيدات بأن المفوضية الأوروبية، وليس دول الاتحاد الأوروبي، ستلعب «دورًا محوريًا» في إدارة آلية الاستقرار الأوروبي، خصوصًا بعد إظهار رغبتها بأن يكون لها دور أكبر في صنع القرارات المتعلقة بإدارة الآلية. بتاريخ 25 مارس 2011، وقعت جميع الدول الأعضاء في الاتحاد الأوروبي البالغ عددها 27، على المعاهدة.
تم الاتفاق أيضًا على معاهدة منفصلة بين دول منطقة اليورو، سميت المعاهدة المنشئة لآلية الاستقرار الأوروبي، والتي أسست لآلية الاستقرار الأوروبي، وحددت تفاصيل عملها. بشكل رسمي، تم التوقيع على معاهدتين بهذا الاسم، واحدة بتاريخ 11 يوليو 2011، والأخرى بتاريخ 2 فبراير 2012. تم التوقع على المعاهدة الثانية «الأكثر فاعلية» بعد أن تبين أن الأولى لم تكن متينة بما يكفي. صُممت آلية الاستقرار الأوروبي لتكون متوافقة تمامًا مع قانون الاتحاد الأوروبي الحالي، وحكمت محكمة العدل الأوروبية بأن «حق دخول دولة عضو في معاهدة آلية الاستقرار الأوروبي (ESM) والتصديق عليها لا يخضع لدخول تعديل معاهدة عمل الاتحاد الأوروبي (TEFU) حيز التنفيذ». تم التوقيع على النسخة المحدثة من الاتفاقية 2012 من قبل جميع أعضاء منطقة اليورو السبعة عشر بحلول الثاني من فبراير 2012، وكان من المقرر أن تدخل حيز التنفيذ بحلول منتصف عام 2012، مع انتهاء صلاحية كل من صندوق الإنقاذ المالي الأوربي (EFSF)، وآلية الاستقرار المالي الأوروبي (ESFM). أٌبرمت الآلية من قبل دول منطقة اليورو بشكل حصري، بعد رفض المملكة المتحدة المشاركة بأي تكامل مالي. قد تظهر تعديلات إضافية على الآلية بعد اتخاذ القرار النهائي بشأن الشكل النهائي للحوكمة الاقتصادية لمنطقة اليورو. 
تم التوقيع على تعديل لمعاهدة آلية الاستقرار الأوروبي بتاريخ 27 يناير 2021. 

### العضوية
نصت المعاهدة على دخول الآلية حيز التنفيذ بمجرد تصديق الدول الأعضاء التي تمثل 90% من متطلبات رأس المال الأصلي للآلية على المعاهدة التأسيسية لها وفقًا لمتطلباتها الدستورية. تم الإيفاء بهذا الشرط مع تصديق ألمانيا على المعاهدة بتاريخ 27 سبتمبر 2012، ودخلت المعاهدة حيز التنفيذ بالنسبة للدول الست عشر التي صوتت لصالح الاتفاق. أكملت أستونيا، الدولة المتبقية في منقطة اليورو والتي التزمت فقط بنسبة 0.19% من رأس المال، عمليات التصديق بتاريخ 3 أكتوبر 2012. شرعت آلية الاستقرار الأوروبي عمليها بعقد اجتماع بتاريخ 8 أكتوبر 2012. دخل تعديل معاهدة عمل الاتحاد الأوروبي (TEFU) حيز التنفيذ بتاريخ 1 مايو 2013، بعد أن صدقت على الاتفاقية آخر الدول الأعضاء، التشيك.